# Анабет Гиш
Анабет Гиш (енгл. Annabeth Gish), пуно име Ана Елизабет Гиш (енгл. Anna Elisabeth Gish; Албукерки, 13. март 1971) је америчка глумица позната по улогама у ТВ серијама Досије икс и Мистична пица и филму Двоструки ризик.